# Dendrelaphis striatus
Dendrelaphis striatus là một loài rắn trong họ Rắn nước. Loài này được Cohn mô tả khoa học đầu tiên năm 1905.